# 6-й отдельный гвардейский танковый полк прорыва
6-й отдельный гвардейский танковый Варшавско-Демблинский Краснознаменный, ордена Александра Невского полк прорыва — воинское подразделение Вооружённых сил СССР в Великой Отечественной войне.
Сокращённое наименование — 6-й гв. оттп.

## Формирование и организация
Сформирован в октябре 1942 г. на основании Директивы Народного Комиссариата Обороны № 1104913 от 12.10.1942 г. во Владимире на базе 243 танковой бригады.
13 февраля 1944 г. Директивой ГШКА № Орг/3/305512 от 13.02.1944 г. переформирован в 6-й гв. тяжелый танковый полк.

## Подчинение
В составе действующей Армии:
- с 02.12.1942 по 23.01.1943 года
- с 18.05.1943 по 23.11.1943 года
- с 13.04.1944 по 09.05.1945 года

| Дата            | Фронт (округ)                   | Армия                          | Корпус                          | Бригада | Примечания |
| --------------- | ------------------------------- | ------------------------------ | ------------------------------- | ------- | ---------- |
| 01.11.1942 года | Московский военный округ        |                                |                                 |         |            |
| 01.12.1942 года | Донской фронт                   |                                |                                 |         |            |
| 01.01.1943 года | Донской фронт                   |                                |                                 |         |            |
| 01.02.1943 года | РВГК                            |                                |                                 |         |            |
| 01.03.1943 года | Приволжский военный округ       |                                |                                 |         |            |
| 01.04.1943 года | Приволжский военный округ       |                                |                                 |         |            |
| 01.05.1943 года | Московский военный округ        |                                |                                 |         |            |
| 01.06.1943 года | Северо-Кавказский фронт         | 37-я армия                     |                                 |         |            |
| 01.07.1943 года | Северо-Кавказский фронт         |                                |                                 |         |            |
| 01.08.1943 года | Северо-Кавказский фронт         | 56-я армия                     |                                 |         |            |
| 01.09.1943 года | Северо-Кавказский фронт         |                                |                                 |         |            |
| 01.10.1943 года | Северо-Кавказский фронт         | 56-я армия                     |                                 |         |            |
| 01.11.1943 года | Северо-Кавказский фронт         | 56-я армия                     |                                 |         |            |
| 01.12.1943 года | Северо-Кавказский военный округ |                                |                                 |         |            |
| 01.01.1944 года | Северо-Кавказский военный округ |                                |                                 |         |            |
| 01.02.1944 года | РВГК                            |                                |                                 |         |            |
| 01.03.1944 года | Московский военный округ        |                                |                                 |         |            |
| 01.04.1944 года | Московский военный округ        |                                |                                 |         |            |
| 01.05.1944 года | 1-й Белорусский фронт           | 2-я танковая армия             | 16-й танковый корпус            |         |            |
| 01.06.1944 года | 1-й Белорусский фронт           | 2-я танковая армия             | 16-й танковый корпус            |         |            |
| 01.07.1944 года | 1-й Белорусский фронт           | 2-я танковая армия             | 16-й танковый корпус            |         |            |
| 01.08.1944 года | 1-й Белорусский фронт           | 2-я танковая армия             | 16-й танковый корпус            |         |            |
| 01.09.1944 года | 1-й Белорусский фронт           | 2-я танковая армия             | 3-й танковый корпус             |         |            |
| 01.10.1944 года | 1-й Белорусский фронт           | 2-я танковая армия             | 3-й танковый корпус             |         |            |
| 01.11.1944 года | РВГК                            | 2-я танковая армия             | 3-й танковый корпус             |         |            |
| 01.12.1944 года | 1-й Белорусский фронт           | 2-я гвардейская танковая армия | 9-й гвардейский танковый корпус |         |            |
| 01.01.1945 года | 1-й Белорусский фронт           | 2-я гвардейская танковая армия | 9-й гвардейский танковый корпус |         |            |
| 01.02.1945 года | 1-й Белорусский фронт           | 2-я гвардейская танковая армия |                                 |         |            |
| 01.03.1945 года | 1-й Белорусский фронт           | 2-я гвардейская танковая армия |                                 |         |            |
| 01.04.1945 года | 1-й Белорусский фронт           | 2-я гвардейская танковая армия |                                 |         |            |
| 01.05.1945 года | 1-й Белорусский фронт           | 2-я гвардейская танковая армия |                                 |         |            |

## Боевой и численный состав полка
Сформирован по штату № 010/266.
В целях усиления мощи танковых частей с 15 января 1943 года в тяжелые танковые полки дополнительно вводились взвод автоматчиков, численностью 33 человека и 32 ППШ;
Директивой ГШКА № Орг/3/305512 от 13.02.1944 г. переведен на штат № 010/460 (танки ИС-2).
По штату полк состоял из четырех танковых рот (в каждой по 5 машин), роты автоматчиков, роты технического обеспечения, взвода управления, саперного и хозяйственного взводов и полкового медицинского пункта (ПМП).
Каждый полк должен был иметь 90 офицеров, 121 человек сержантского состава и 163 человек рядового состава. Всего — 374 человека личного состава и 21 танк ИС 2, включая танк командира, 3 английских БТР Универсал и 1 БА-64.
Численный состав:
| дата       | объединение | Личный состав | Типы танков (исправных/неисправных) | Всего | Примечание                        |
| 25.11.1942 | ДФ          | 225           | 21 КВ                               | 21    | ЦАМО РФ. ф. 38, оп. 11373, д. 150 |
| 15.05.1943 | СКФ         | 252           | 21 КВ                               | 21    | ЦАМО РФ. ф. 38, оп. 11373, д. 150 |

## Боевой путь

### 1943
Боевое крещение 6-й ОГТПП принял в начале декабря в районе хутора Бабуркин, что на реке Россошка, под Сталинградом.
В конце января 1943 года полк убыл с фронта на переформирование и впоследствии получил новую матчасть.

### 1944
На основании устного распоряжения Командира 16-го тк, 6-й гв. ттп 3 Мая 1944 г. получил задачу действовать за боевыми порядками 107-й тбр. в направлении Тыргу- Фрумос. В 6.00 3 Мая 1944 г. после того, как танки 107-й тбр. прошли через безымянный ручей, что в 2 км северо-западнее высоты 184, 6-й гв. ттп выступил, следуя на дистанции 500—600 метров за боевыми порядками 107-й тбр. По достижении танками рубежа: южные скаты высоты 184 -шоссейная дорога ведущая на ТЫРГУ-ФРУМОС, противником был открыт фланговый огонь с высоты 189 и с безымянной высоты, что в 1,5 км западнее горы Босиу из расставленных в засаде тяжелых танков. Танки Т-34 после короткого огневого боя были вынуждены отойти. Таким образом тяжелые танки ИС оказались впереди и вступили в единоборство с тяжелыми танками противника. Выгодное положение противника (засады) сыграло свою роль. После двухчасового боя противнику удалось вывести из строя четыре танка ИС.
Подтянув пехоту, при поддержке массированных налетов авиации и артиллерии, противник перешел в контратаку с вышеуказанных направлений вдоль дороги на север. Подбитые советские танки, которые продолжали отстреливаться, но не могли идти, были сожжены огнем тяжелых танков и авиации противника. За 3 Мая 1944 г. 6-й гв. ттп потерял шесть танков ИС сожженными и три танка ИС подбитыми. Потери в личном составе составили 76 человек. За этот же период 6-й гв. ттп уничтожил десять танков противника, двадцать пушек, 18 колесных машин, 8 минометов и до 80 человек пехоты противника.
В ночь на 4 Мая 6-й гв. ттп распоряжением командира 16-го ТК был выведен из боя и сосредоточен в районе Ходора для ремонта и восстановления боевой матчасти

### 1945
В Висленско-Одерской операции 1945 г. 6-й гв. ттп – воевал мало, но воевал по настоящему и заслуживает должного внимания. Оценка хорошаяБогданов, Семён Ильич

## Командный состав полка
Командиры полка
- Каневский Моисей Овсеевич, полковник, на май 1943 по 16.09.1943 года[4]
- Черяпкин Иосиф Григорьевич, подполковник (25.07.1944 ранен) 00.04.1944 — 25.07.1944 года
- Черяпкин Иосиф Григорьевич, подполковник — 25.11.1944 года[5]
- Бугаенко Александр Степанович, майор, на январь и на май 1945[6]

Начальники штаба полка
- Осипов Николай Григорьевич, майор, на 01.1945, 05.1945 года.

Заместитель командира полка по строевой части
Заместитель командира полка по технической части
- Кривоконь Дмитрий Автономович, подполковник, (погиб 16.09.1943 года) на декабрь 1942 года.[7]
- Обрубов Алексей Степанович, гвардии инженер-майор, на октябрь 1944 года.[8]

Заместитель командира по политической части
- Закалюкин Григорий Иванович, подполковник, декабрь 1942 — май 1943 года.[9]
- Цыбулевский Борис Маркович, майор на август 1943 года[10]

## Награды и наименование
| Награда                             | Дата | За что получена                                                                                          |
| ----------------------------------- | --- | --- |
| Почётное звание «Гвардейский»       | Директивой ГШКА № Орг/3/305512 от 13.02.1944                                                                     | При формировании                                                                                         |
| Почетное наименование «Демблинский» | Приказ Верховного Главнокомандующего 26 июля 1944 года № 150 Архивная копия от 24 апреля 2021 на Wayback Machine | В ознаменование одержанной победы соединениям и частям, отличившимся в боях за овладение городом Демблин |
| Почетное наименование «Варшавский»  | Приказ Верховного Главнокомандующего 17 января 1945 года № 223 Архивная копия от 3 июля 2020 на Wayback Machine  | В ознаменование одержанной победы соединениям и частям, отличившимся в боях за овладение городом Варшава |
| Орден Красного Знамени              | Указ Президиума ВС СССР                                                                                          | |
| Орден Невского II степени           | Указ Президиума ВС СССР                                                                                          | |